# آستون مارتین دی‌بی‌اس

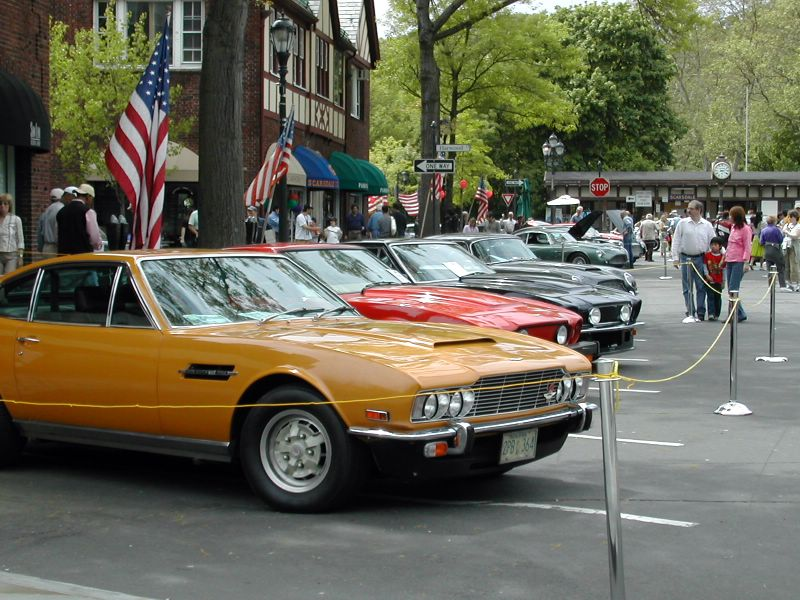

استون مارتین دی‌بی‌اس (به انگلیسی: Aston Martin DBS) یک گرند تورر است که توسط سازنده بریتانیایی استون مارتین لاگوندا لیمیتد از سال ۱۹۶۷ تا ۱۹۷۲ تولید شده‌است.
از سال ۲۰۰۷ تا ۲۰۱۲ نام دی‌بی‌اس برای یک مدل جدید، استون مارتین دی‌بی‌اس وی۱۲ احیا شد.

## مشخصات
این خودرو در کلاس خودرو جی‌تی قرار گرفته، طراحی آن موتور جلو-محور عقب بوده طول آن در حالت طبیعی ۴٬۵۸۵ میلیمتر (۱۸۰٫۵ اینچ)، عرض آن در حالت طبیعی ۱٬۸۳۰ میلیمتر (۷۲٫۰ اینچ) و ارتفاع آن در حالت طبیعی ۱٬۳۳۰ میلیمتر (۵۲٫۴ اینچ) و وزن آن در حالت طبیعی ۱٬۵۹۰ کیلوگرم (۳٬۵۱۰ پوند) است. سیستم جعبه‌دندهٔ آن ۵ دنده به دو صورت خودکار و دستی است.